# Вільненська сільська рада (Коропський район)
Ві́льненська сільська́ ра́да — адміністративно-територіальна одиниця та орган місцевого самоврядування в Коропському районі Чернігівської області. Адміністративний центр — село Вільне.

## Загальні відомості
- Територія ради: 33,192 км²
- Населення ради: 634 особи (станом на 2001 рік)

## Населені пункти
Сільській раді були підпорядковані населені пункти:
- с. Вільне (380 осіб)
- с. Борисове (11 осіб)
- с-ще Зайцеве (56 осіб)
- с. Тарасівка (187 осіб)

### Колишні населені пункти
- с. Сміле, зникло 2013 року
- с. Борзенців

## Історія
Вільненська сільська рада зареєстрована 1918 року. Стала однією з 25-ти сільських рад Коропського району і одна з 18-ти, яка складається більше, ніж з одного населеного пункту.
В березні 2013 року Чернігівська обласна рада зняла з обліку села Сміливе і Борзенців через те, що там не проживає жодної людини.

## Склад ради
Рада складалася з 16 депутатів та голови.
- Голова ради: Самойловська Людмила Володимирівна
- Секретар ради: Москальова Лариса Василівна

### Керівний склад попередніх скликань
| Прізвище, ім'я, по батькові        | Основні відомості                                                                       | Дата обрання | Дата звільнення |
| ---------------------------------- | --------------------------------------------------------------------------------------- | ------------ | --------------- |
| Бобро Анатолій Анатолійович        | Сільський голова, 1951 року народження, член Соціалістичної партії України              | 26.03.2006   | 01.11.2007      |
| Самойловська Людмила Володимирівна | Сільський голова, 1972 року народження, освіта середня спеціальна, позапартійна         | 16.03.2008   | 31.10.2010      |
| Самойловська Людмила Володимирівна | Сільський голова, 1972 року народження, освіта середня спеціальна, член Партії регіонів | 31.10.2010   |                 |

Примітка: таблиця складена за даними сайту Верховної Ради України

### Депутати
За результатами місцевих виборів 2010 року депутатами ради стали:

#### За суб'єктами висування
| Суб'єкт висування                 | Кількість обраних депутатів | %    |
| --------------------------------- | --------------------------- | ---- |
| Партія регіонів                   | 6                           | 37,5 |
| Політична партія «Сила і честь»   | 3                           | 18,8 |
| Політична партія «Сильна Україна» | 3                           | 18,8 |
| Народна партія                    | 2                           | 12,5 |
| Українська Народна Партія         | 2                           | 12,5 |

#### За округами
| № округу                          | Прізвище, ім'я, по батькові     | Дата визнання обраним | Освіта             | Партійна приналежність                  | Відомості про обраного депутата                          |
| --------------------------------- | ------------------------------- | --------------------- | ------------------ | --------------------------------------- | -------------------------------------------------------- |
| Народна Партія                    |                                 |                       |                    |                                         |                                                          |
| 2                                 | Іллющенко Надія Пантеліївна     | 01.11.2010            | середня спеціальна | член Народної партії                    | Вільненська сільська рада, бухгалтер                     |
| 6                                 | Шепель Ігор Вікторович          | 01.11.2010            | середня            | член Народної партії                    | Короп РВ УМВС, охоронник                                 |
| Партія регіонів                   |                                 |                       |                    |                                         |                                                          |
| 7                                 | Шульга Сергій Сергійович        | 01.11.2010            | середня            | член Партії регіонів                    | СТОВ «Агрольон», слюсар                                  |
| 8                                 | Бойко Тетяна Михайлівна         | 01.11.2010            | середня            | член Партії регіонів                    | ДП «Короп-м'ясо», робітник                               |
| 9                                 | Михайлинина Олена Дмитрівна     | 01.11.2010            | вища               | член Партії регіонів                    | СТОВ «Агрольон», бухгалтер                               |
| 10                                | Костюченко Олександр Васильович | 01.11.2010            | вища               | член Партії регіонів                    | райооні електричні мережі, інженер                       |
| 12                                | Москальова Лариса Василівна     | 01.11.2010            | вища               | член Партії регіонів                    | Вільненська сільська рада, секретар виконкому            |
| 13                                | Шульга Тетяна Миколаївна        | 01.11.2010            | середня спеціальна | член Партії регіонів                    | СТОВ «Агрольон», економіст                               |
| Політична партія «Сила і Честь»   |                                 |                       |                    |                                         |                                                          |
| 1                                 | Матвієнко Галина Михайлівна     | 01.11.2010            | середня            | член Політичної партії «Сила і Честь»   | Тарасівський сільський клуб, завідувачка                 |
| 3                                 | Макаренко Надія Прокопівна      | 01.11.2010            | середня спеціальна | член Політичної партії «Сила і Честь»   | Тарасівський фельдшерсько-акушерський пункт, завідувачка |
| 16                                | Черногорова Світлана Миколаївна | 01.11.2010            | середня            | член Політичної партії «Сила і Честь»   | Вільненська сільська рада, прибиральниця                 |
| Політична партія «Сильна Україна» |                                 |                       |                    |                                         |                                                          |
| 4                                 | Харченко Григорій Васильович    | 01.11.2010            | середня            | член Політичної партії «Сильна Україна» | Коропський територіальний центр, соціальний працівник    |
| 11                                | Мурза Людмила Володимирівна     | 01.11.2010            | середня            | член Політичної партії «Сильна Україна» | Коропський територіальний центр, соціальний працівник    |
| 15                                | Шкурай Людмила Григорівна       | 01.11.2010            | середня спеціальна | член Політичної партії «Сильна Україна» | магазин, продавець                                       |
| Українська Народна Партія         |                                 |                       |                    |                                         |                                                          |
| 5                                 | Самусь Алла Олександрівна       | 01.11.2010            | середня спеціальна | член Української Народної Партії        | Коропська санепідемстанція, помічник лікаря              |
| 14                                | Дорошенко Тетяна Дмитрівна      | 01.11.2010            | середня спеціальна | член Української Народної Партії        | Вільненська сільська бібліотека, бібліотекар             |